# Fidessa
Fidessa Group plc основанная в Великобритании компания, занимается разработкой программного обеспечения — трейдинговых систем для клиентов финансового сектора. Fidessa также предлагает рыночные данные и другие связанные с ними услуги для потребителей, специализирующихся как на покупке, так и на продаже.
Штаб-квартира компании располагается в Уокинге с офисами в Лондоне, Нью-Йорке, Бостоне, Токио, Гонконге, Париже, Торонто, Сан-Франциско, Белфасте, Сингапуре, Бахрейне, Сиднее и Сан-Паоло. Компания зарегистрирована на LSE и входит в индекс FTSE 250.

## Продукты
Fidessa
Решение, включающее фронтенд для трейдеров, рыночные данные, ряд промежуточных сервисов для маршрутизации и управления заявками и позициями и др. Предоставляемые решения основаны на платформе FPI (Fidessa Product Interface), собственных кроссплатформенных протоколах распределенного обмена данных (Open Access) и in-memory СУБД реального времени (RTD — Realtime database). Список продуктов включает: FTW (Fidessa Trading Workbench), EMMA (European Multi-Market Access), OMAR (Order Management and Routing), PMAС, FTS (Fidessa Trading System), TOP и др.
Fidessa LatentZero
Комплексного решение для buy-side трейдинга, включает три основных продукта: Minerva, Sentinel и Tesseract.
FIX Network
Кроме трейдинговых платформ, Fidessa занимается брокерским хостингом сетей, основанных на протоколе FIX. Существует большое число брокеров, подключенных к этой сети.
HFT Platform
После того, как Токийская фондовая биржа перешла на уровень микросекундных задержки исполнения заявок, в Азии начался бум высокочастотного трейдинга. Fidessa начала разработку платформы прямого доступа на рынки с ультракороткими задержками (ULLDMA- Ultra Low Latency Direct Market Access). Решение HFT Platform предназначено для высокочастотных трейдеров (high-frequenсу trading) в режиме трейдинга с задержками в единицы и доли микросекунд.
Компания также известна созданием индекса фрагментации Fidessa Fragmentation Index (FFI). Индекс отражает степень фрагментации финансовых инструментов на европейских площадках после введения правил MiFID в 2008 г.